# Валлийско-цыганский язык
Валлийско-цыганский язык — цыганский язык, бытовавший в Уэльсе, королевство Великобритания, до 1950-х гг. На нём говорила группа цыган, прибывших в Великобританию в XV веке. Первые сведения о цыганах в Уэльсе датируются XVI веком.
Значительная часть словаря имеет исконное индоарийское происхождение. К заимствованиям из валлийского относятся melanō ("жёлтый", из melyn), grīga ("вереск", из grug) и kraŋka ("краб", из cranc). Имеются также английские заимствования, например, vlija ("деревня", из village), spīdra ("паук", из spider) и bråmla ("ежевика", из bramble).